# Dryoscopus angolensis
Dryoscopus angolensis е вид птица от семейство Malaconotidae.

## Разпространение
Видът е разпространен в Ангола, Бурунди, Габон, Екваториална Гвинея, Камерун, Република Конго, Демократична република Конго, Кения, Нигерия, Руанда, Судан, Танзания, Уганда и Южен Судан.